# コミックmagazine
『コミックmagazine』はかつて芳文社から出版されていた漫画雑誌。

## 概要
1966年創刊。大手出版社から創刊された最初の青年漫画誌とされる。貸本漫画の人気作家であったさいとう・たかをや平田弘史、小島剛夕、山上たつひこらを起用。当初は隔週刊であったが1981年6月から月刊となり、誌面刷新を繰り返した後、1988年1月休刊。
編集長であった平田昌兵は後にKKベストセラーズ社長、ワニマガジン社社長を務めた。